# John Metcalfe (motociclista)
John Metcalfe   (Kilnsey, 18 de setembre de 1953), conegut familiarment com a Mecca, és un ex-pilot de trial anglès que va destacar en competició internacional durant la dècada del 1970. Del 1974 al 1976 va formar part de l'equip oficial de Suzuki al Regne Unit, on tingué per company a Nigel Birkett i, al costat seu, col·laborà en el desenvolupament de la Suzuki 325. El 1976 aconseguí el seu millor resultat al mundial de trial, un quart lloc als EUA, i acabà tretzè al campionat.
Acabada la temporada de 1976, va fitxar per OSSA i entrà al seu equip oficial al costat de John Reynolds, aleshores una jove promesa. Com que la seu de l'importador de la marca catalana al Regne Unit, Cliff Holden, era a Essex, Metcalfe s'hi traslladà des del seu Kilnsey natal i, durant anys, va ser un dels principals pilots de trial de la zona centre-sud d'Anglaterra. El 1977, Metcalfe no va aconseguir destacar amb l'OSSA i el 1978 va passar a competir amb una Bultaco, amb la qual es va mantenir fins al 1980. Amb la Sherpa T, Metcalfe va guanyar el segon dia, dimarts, dels Sis Dies d'Escòcia de Trial de 1978 i va obtenir, doncs, el corresponent Best Rider Daily Award.
Des de fa anys, el Bradford & District Motor Club organitza a North Yorkshire una prova de trial en honor seu, el John Metcalfe Trophy Trial.